# 北岩銀行
北岩銀行（英語：Northern Rock，LSE：NRK，又譯「诺森罗克银行」）是一家英國銀行，於1997年在倫敦證券交易所上市，2000年加入富時100指數成份股，但於2007年12月24日從富時100指數中除名。北岩銀行是英國第五大貸款機構，佔英國貸款市場的18.3%。

## 擠提事件
一般銀行的資金來自客戶的存款，而北岩銀行則主要從其它金融機構借貸，然後再轉借給買房子的人。北岩銀行是英國次級按揭市場的貸款大戶，給購房者的貸款多達十足房價，有時超出購房者收入的5-6倍，還給那些購房出租的投資者大量貸款。
2007年，北岩銀行因次按風暴導致國際融資市場出現停滯，難以取得資金支持其業務，為了維持銀行體系的穩定，英倫銀行決定介入，注資北岩銀行以解決流動資金短缺的危機。
9月14日北岩銀行股票價格一度下跌三成，出現擠兌現象，各分行門前排滿等待提款的儲戶。大批儲戶向北岩銀行各網點或通過網絡服務提款，由於登入人數太多，銀行網站的伺服器無法負荷，網上存取款服務嚴重受阻。
9月17日股價再跌四成，儲戶擠兌持續。因为根据英國自2001年制定的《存款補償計劃》，只有存款2,000英鎊以下的儲戶在銀行破產時可收回全部存款，超出2,000英鎊及低於31,000英鎊，儲戶能夠收回90%。此时，財政大臣阿利斯泰尔·达林（Alistair Darling）提出保證北岩銀行儲戶的全部存款，才导致挤兑暂时得以缓解。。
9月18日在存款獲得保證後，北岩銀行擠兌稍為舒緩，期間儲戶共提走20億英鎊的存款，相當於北岩銀行存款的8%，而股價亦回升16%。10月19日北岩銀行董事長里德利（Matt Ridley）辭職下台，由前保柏（BUPA）及渣打銀行董事長桑德森（Bryan Sanderson）接任。

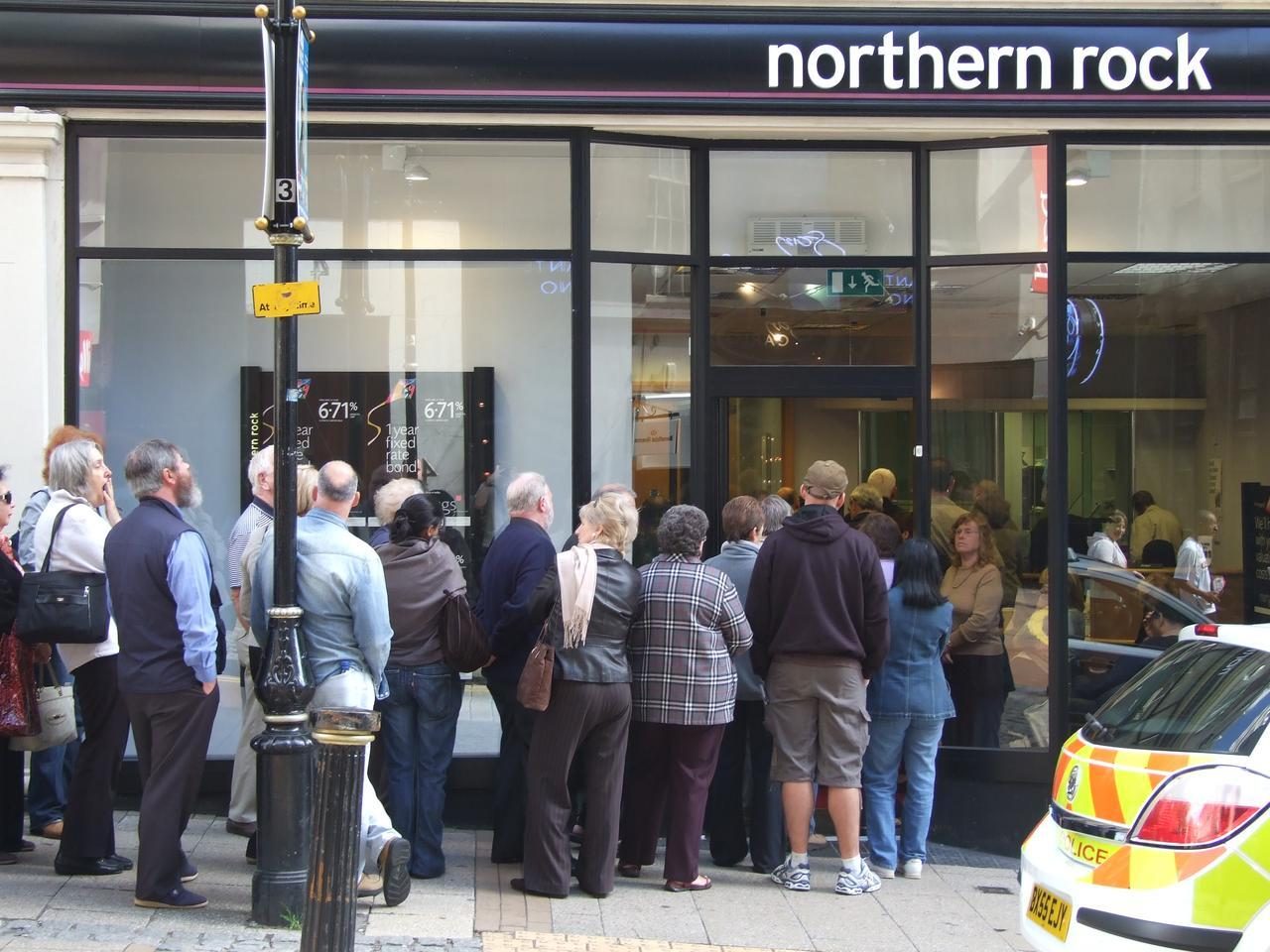
伯明罕分行門口的擠兌人潮
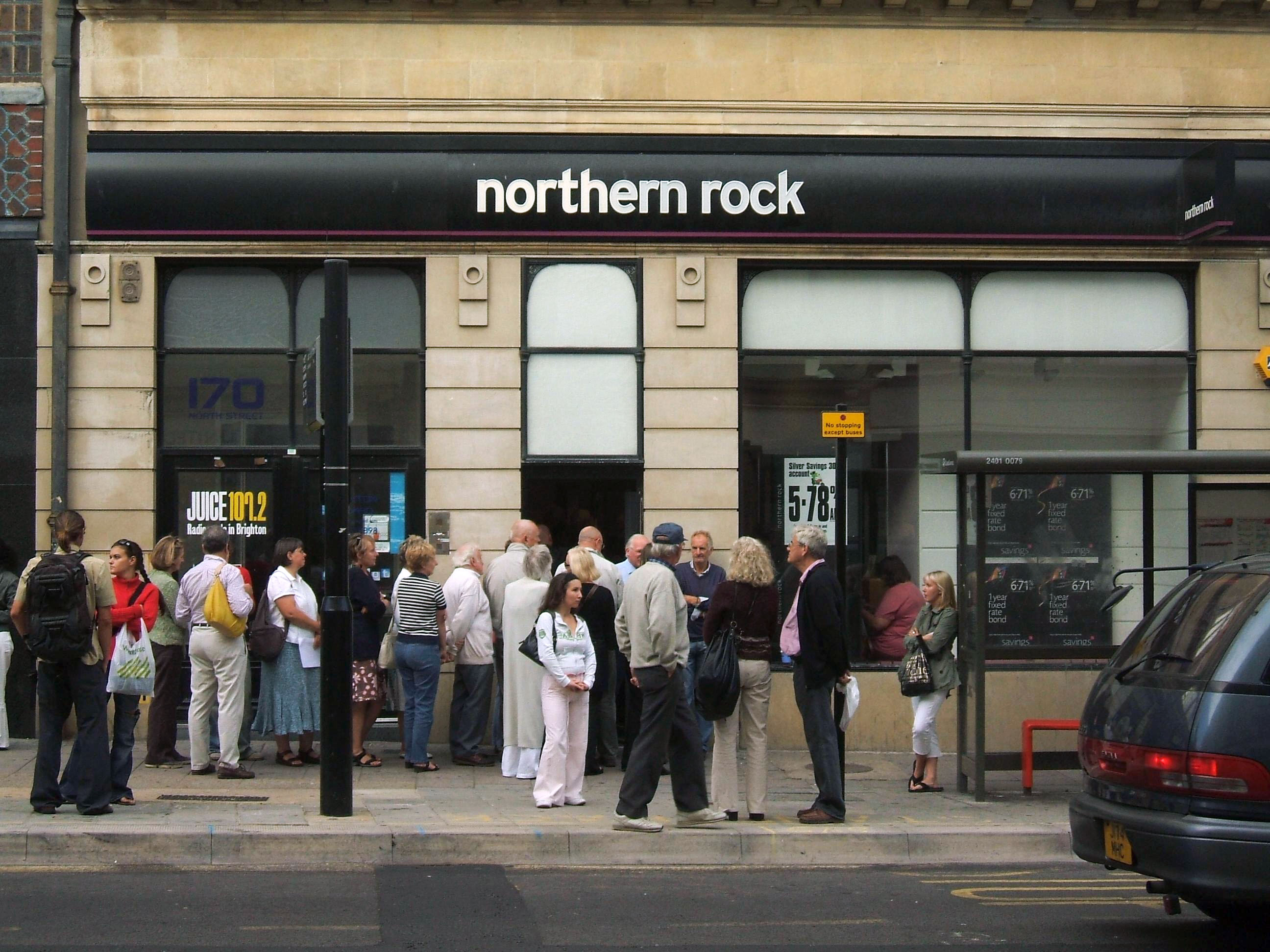
布赖顿分行門口排隊的擠兌人龍

### 收購建議
2007年10月12日維珍集團組建包括香港第一東方投資集團（First Eastern Investment）、美國AIG保險公司、私人股權公司WL Ross及倫敦的投機性投資公司Toscafund等的財團建議收購北岩銀行。
2011年11月18日維珍金融（Virgin Money）以7.47億英鎊(約合12億美元)收購北岩銀行。

### 國有化
2008年2月18日英國財政大臣達林宣佈北岩銀行將被暫時國有化，英國著名的保險公司勞合社（Lloyd's of London）的前舵手桑德勒（Ron Sandler）接掌國有化後的北岩。

## 贊助

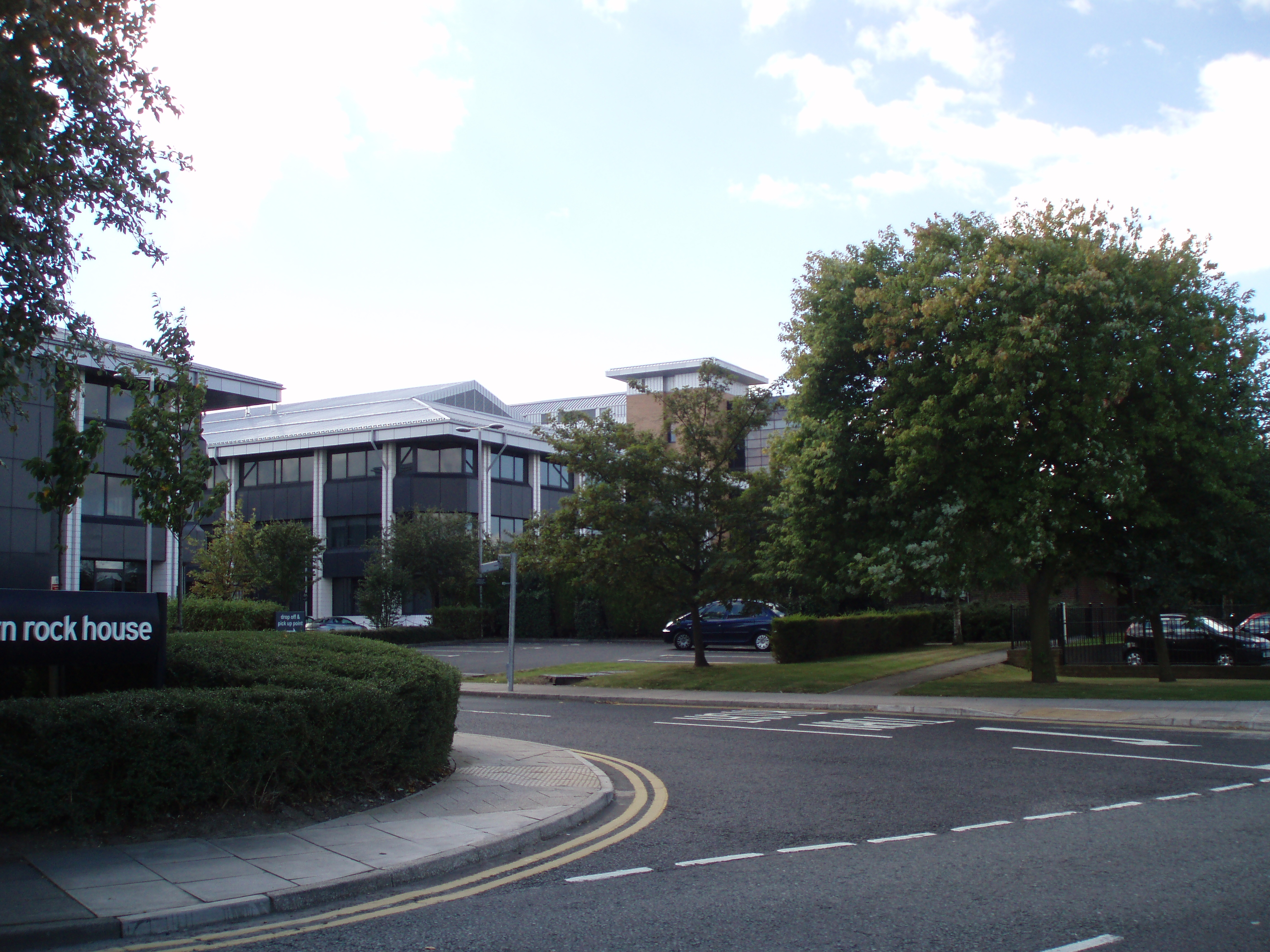
北岩銀行總部

北岩銀行贊助多個當地體育俱乐部及項目，包括纽卡斯尔联（Newcastle United，足球隊）、纽卡斯尔猎鹰（Newcastle Falcons，欖球聯盟球隊）、纽卡斯尔老鹰（Newcastle Eagles，籃球隊）、杜伦及密德萨斯木球會，職業高爾夫球員保罗·伊格斯（Paul Eales）及「Northern Rock Cyclone」自行車節。
的贊助始於2003年，直到2010年才結束。

## 資料來源
1. ↑  .   [2008-02-19]. （原始内容存档于2007-12-14）.
2. ↑  .   [2007-09-18]. （原始内容存档于2018-12-25）.
3. ↑  .   [2008-02-19]. （原始内容存档于2018-11-16）.
4. ↑  .   [2008-02-19]. （原始内容存档于2011-07-12）.
5. ↑  .   [2008-02-19]. （原始内容存档于2008-02-21）.
6. ↑  .   [2008-02-19]. （原始内容存档于2008-03-08）.
7. ↑  .   [2008-02-19]. （原始内容存档于2007-09-13）.
8. ↑  .   [2020-10-02]. （原始内容存档于2019-12-27）.

## 外部連結
- 北岩銀行（页面存档备份，存于）